# Шемогодская резьба
Шемого́дская резьба́ — традиционный русский народный художественный промысел резьбы по берёсте, известность которому принесли мастера Шемогодской волости Великоустюгского уезда Вологодской губернии России.

## Описание
Орнаменты шемогодских резчиков, называемые «берестяным кружевом», использовались при изготовлении шкатулок, коробочек, чайниц, пеналов, туесов, блюд, тарелок, портсигаров.
Узор шемогодской резьбы состоит, как правило, из стелющегося стебля с удлинёнными листьями и спиралевидно закрученными ветками. На их кончиках — круглые розетки, ягодки, трилистники. Часто в растительные орнаменты мастера вводили геометрические узоры из кругов, ромбов — «пряников», овалов, сегментов. Композицию строили по принципу чёткой симметрии. Завершали рисунок каймой из листьев, треугольников, волнистых линей, сеточки. В этот орнамент могут быть вписаны изображения птиц или зверей, архитектурные мотивы, а иногда — даже сцены гуляния в саду и чаепития. Другой характерной особенностью данной резьбы являются рамочки с геометрическим орнаментом, окружающие рисунок.

## Технология
На подготовленную берестяную пластину тупым шилом наносятся основные контуры изображения. Затем острым ножом вырезают рисунок и удаляют фон. Силуэтный орнамент украшают мелкими порезками. Тиснение наносят на берёсту все тем же тупым шилом. После этого пластина берёсты наклеивалась на изделие, выполненное обычно из мягкой древесины (осины), иногда фон подкрашивался или подклеивалась цветная фольга.

## История промысла
В деревнях, расположенных по берегам реки Шемогсы, притока Северной Двины, ещё в XVIII веке крестьяне научились искусству сквозной прорези и тиснения по берёсте. Высоким мастерством резьбы по берёсте славилась шемогодская деревня Курово-Наволок, а наиболее талантливым резчиком-художником был И. А. Вепрев, крестьянин этой деревни. Со временем этот вид подсобного домашнего ремесла превратился в промысел.
В 1918 году резчики из деревни Курово-Наволок объединились в кооперативную артель (в 1935 переименована в артель «Художник»). На Шемоксе существовала ещё одна артель, созданная в 1934 году Николаем Васильевичем Вепревым. Называлась она «Солидарность». В эту артель были приглашены лучшие резчики, которые старались сохранить традиции шемогодской резьбы. В 1940 — 1950-е годы существовал цех резьбы при «Шемогодском мебельном комбинате». В 1964 году производство сочли экономически невыгодным, обе артели были закрыты, а мастера уволены. Потребовались большие усилия, чтобы шемогодская резьба была вновь восстановлена. Это произошло в 1967 году в рабочем поселке Кузино, когда при «Кузинском механическом заводе» был создан цех по изготовлению шкатулок, туесов и других изделий, украшенных прорезной берёстой. После неудачных «новаций» 1950—1960-х годов промысел вновь начал активно развиваться. В 1981 году в Великом Устюге создаётся художественно-производственный комбинат «Великоустюжские узоры», продолжающий традиции ажурной вязи.
С историей промысла связаны имена многих талантливых мастеров. В Государственном Историческом музее есть подписные работы великоустюгского мастера Степана Бочкарёва. Это шкатулки и табакерки первой половины XIX века со сценками на сюжеты басен Эзопа, с изображениями животных и архитектурных сооружений. Работы Ивана Афанасьевича Вепрева были отмечены медалью в 1882 году на Всероссийской выставке в Москве и дипломом на Всемирной выставке в Париже в 1900 году.